# Luigi Negrelli
Luigi Negrelli, in tedesco Alois Negrelli (Fiera di Primiero, 23 gennaio 1799 – Vienna, 1º ottobre 1858), è stato un ingegnere italiano con cittadinanza austriaca, di origine trentina.
Pioniere della ferrovia e ingegnere civile di levatura mondiale, è noto soprattutto per aver steso il progetto per la realizzazione del Canale di Suez.

## Biografia
Luigi Negrelli nacque durante il periodo delle guerre rivoluzionarie francesi a Fiera di Primiero in Tirolo (all'epoca dominio degli Asburgo d'Austria), sesto figlio di una ricca famiglia mista di commercianti di legname (il padre Angelo Michele era nato a Fiera di Primiero figlio di Nicolò di Valstagna e di Anna Ceccato primierotta, la madre Elisabetta Würtemberg era di origine tedesca). Il padre Angelo Michele, borgomastro di Fiera di Primiero, fu contro gli ideali rivoluzionari francesi, parteggiando per gli Asburgo. La sorella maggiore, Giuseppina Negrelli, è nota per aver forse partecipato all'insorgenza tirolese del 1809 quando avrebbe indossato la divisa dei bersaglieri tirolesi.
Conclusa l'istruzione elementare, studiò grazie all'aiuto economico del governo asburgico presso il seminario di Feltre e successivamente a Padova.
Si laureò in Ingegneria presso il Politecnico di Innsbruck.
Appena ventenne venne chiamato a lavorare come praticante presso la Direzione dei lavori pubblici dell'area corrispondente alle attuali regioni del Trentino-Alto Adige, Tirolo e Vorarlberg, occupandosi in particolare di lavori di carattere stradale e idraulico in Val Pusteria e lungo il corso dell'Adige.
In seguito si occupò della correzione e della sistemazione idraulica del corso del Reno tra il Principato di Liechtenstein e il lago di Costanza.
Nel frattempo si sposò ed ebbe dieci figli.
Da ricordare furono la figlia Maria Negrelli Grois che cercò, alla sua morte, di fare riconoscere i giusti meriti del padre per l'attività fatta relativamente al Canale di Suez e la figlia Maddalena Negrelli vedova Bossi, che inventò una macchina per la filatura delle fibre di gelso e meritò una menzione onorevole del Governo del regno Lombardo Veneto nel 1839.
Nel 1830 si trasferì in Svizzera, dove gettò le basi dell'attuale rete ferroviaria nazionale. All'epoca volle comunque mantenere la cittadinanza austriaca nonostante il trasferimento.
Iniziò a lavorare come ispettore dei lavori stradali e per la costruzione di acquedotti nel cantone di San Gallo.
Due anni dopo divenne ingegnere capo a Zurigo della Kaufmannschaft (Unione commerciale).
A Zurigo si occupò della costruzione di arterie stradali, moli e ponti, realizzando in particolare i ponti di Münster e sul fiume Limmat (1836–1838).
Protagonista della riqualificazione e della trasformazione del centro urbano, la municipalità di Zurigo gli conferì una medaglia d'oro e la cittadinanza onoraria.
Nel periodo in cui lavorò in Svizzera fu il progettista della prima ferrovia nazionale, che andava da Zurigo a Baden (Canton Argovia) e studiò sistemi adatti per permettere ai treni di superare dislivelli molto elevati.

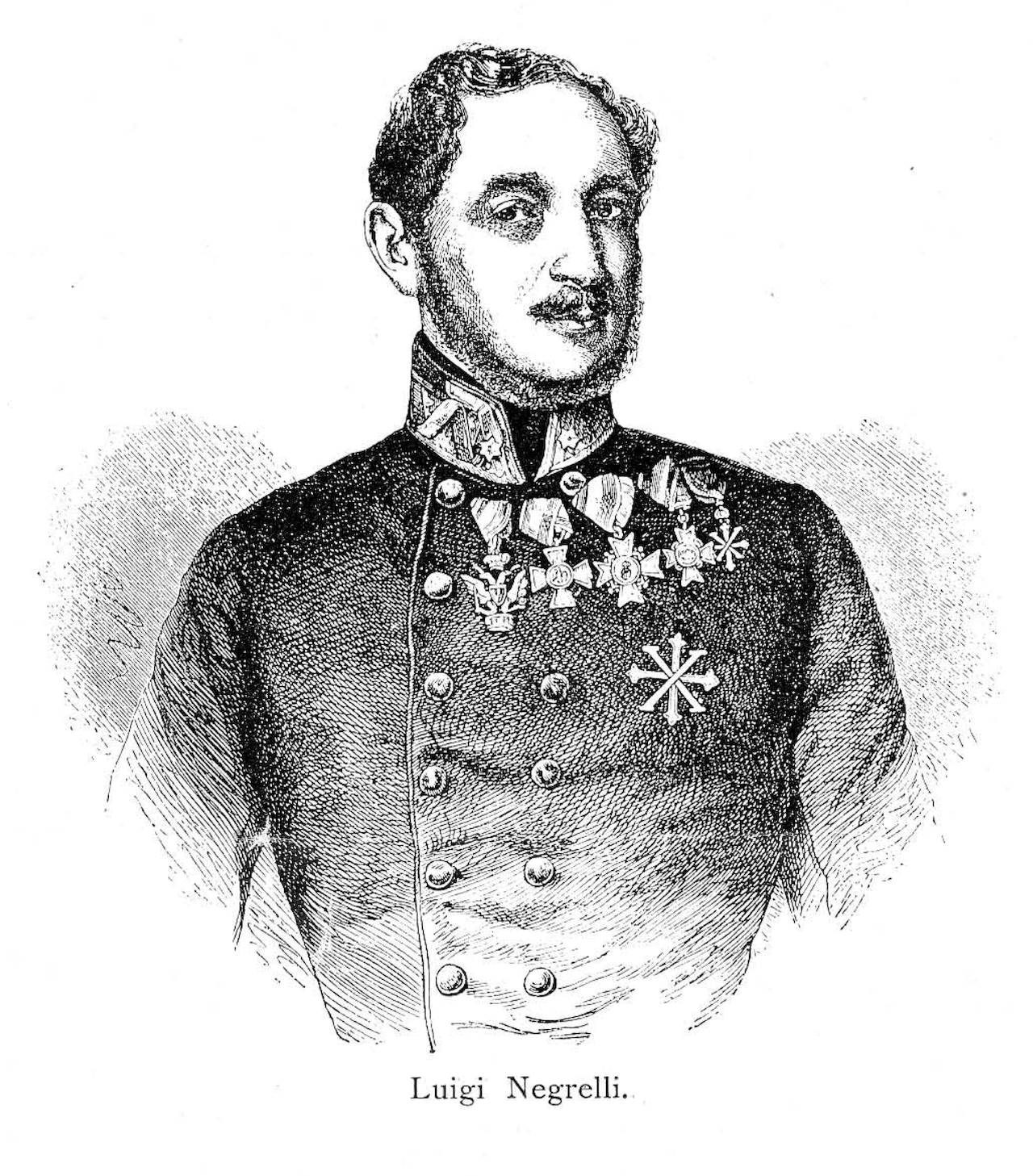
Ritratto di Luigi Negrelli del 1856

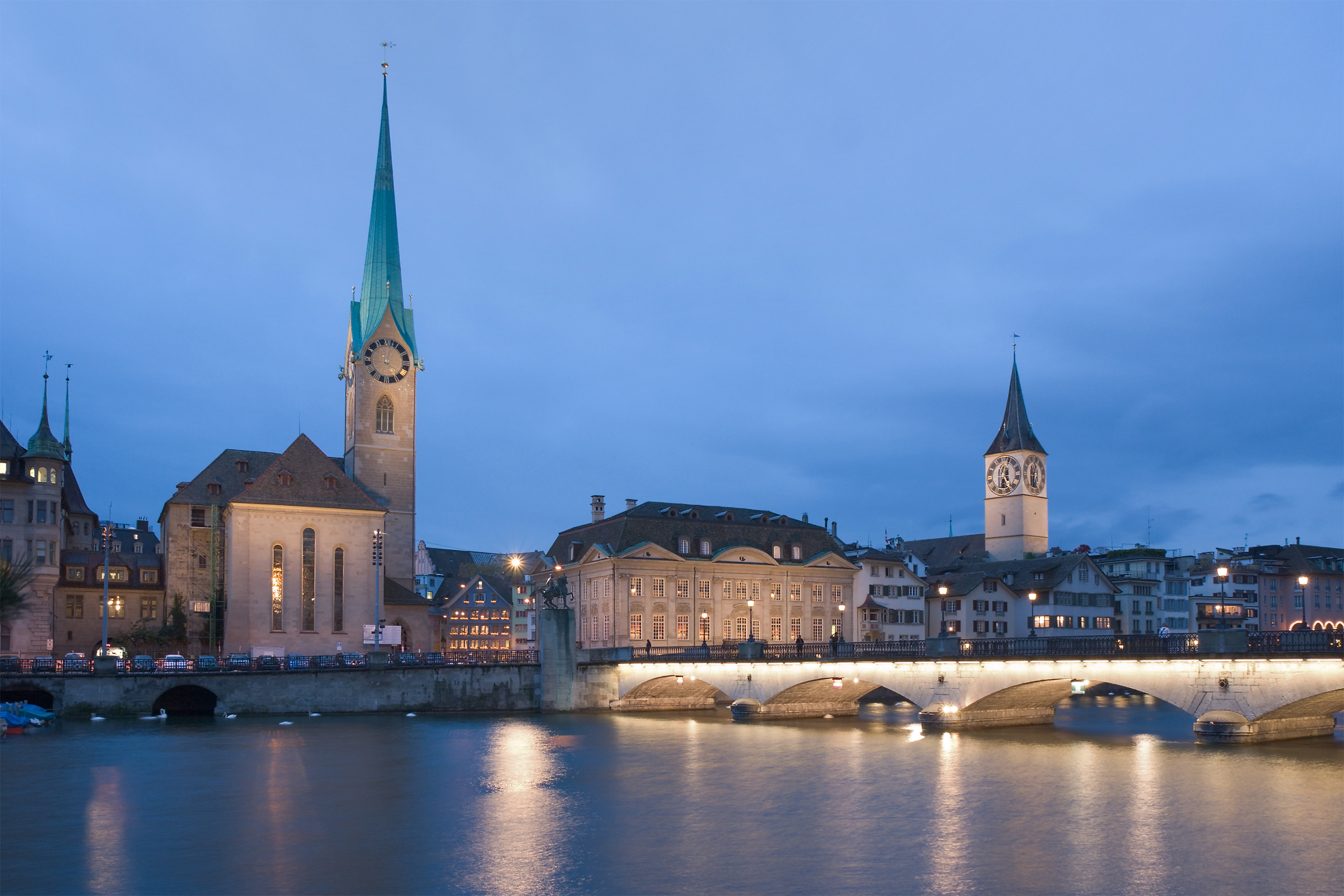
Ponte di Münster a Zurigo.

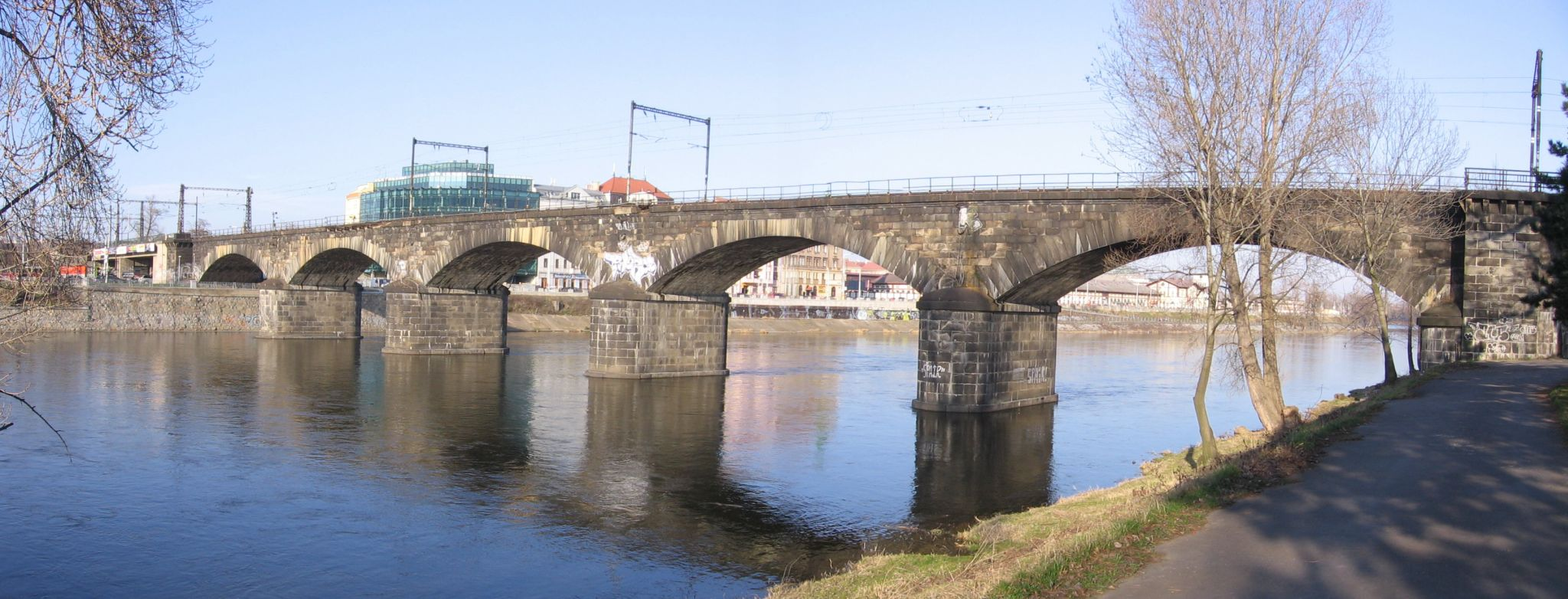
Parte del viadotto ferroviario Negrelli (Negrelliho viadukt) a Praga.

Rientrato in Austria, tra il 1840 e il 1842 divenne ispettore generale delle ferrovie dell'Impero.
In questo periodo costruì le tratte ferroviarie Olomouc - Praga (od. Repubblica Ceca), Praga - Děčín (id.), Brno - Ostrava (id.) e partecipò alla progettazione del tracciato verso Černivci (od. Ucraina).
Progettò anche il ponte ferroviario sulla Moldava presso Karlín, sobborgo di Praga, in ceco chiamato Negrelliho viadukt.
Inaugurato il 1º gennaio 1850, con i suoi 1.111 metri e le sue 87 alte arcate è il ponte più lungo della Repubblica Ceca.
A conclusione della prima guerra di indipendenza, nel 1849 si spostò nel Lombardo-Veneto, stabilendosi a Verona e a Milano, allo scopo di risistemare le arterie stradali e ferroviarie danneggiate dal conflitto.
Ricostruì la linea ferroviaria tra Milano e Venezia, mentre a partire dal 1850 progettò la nuova ferrovia del Brennero tra Verona e Bolzano.
I grandi successi conseguiti gli valsero, il 20 ottobre 1850, la nomina da parte dell'Imperatore a Cavaliere di III classe dell'Ordine della Corona ferrea con l'appellativo von Moldelbe (di Moldelba). Il predicato scelto derivava dai due grandi fiumi della Boemia, la Moldava e l'Elba, tra i quali egli aveva progettato un canale.

### Progettista del canale di Suez
Idea già prospettata in età napoleonica, Negrelli iniziò a pensare a un progetto di taglio dell'istmo di Suez a partire dagli inizi degli anni quaranta.
Nel 1846 si costituì ufficialmente la Societé d'Etudes du Canal de Suez, che riuniva gli studiosi interessati al progetto, frazionati in tre gruppi nazionali: i francesi, gli inglesi e gli austriaci.

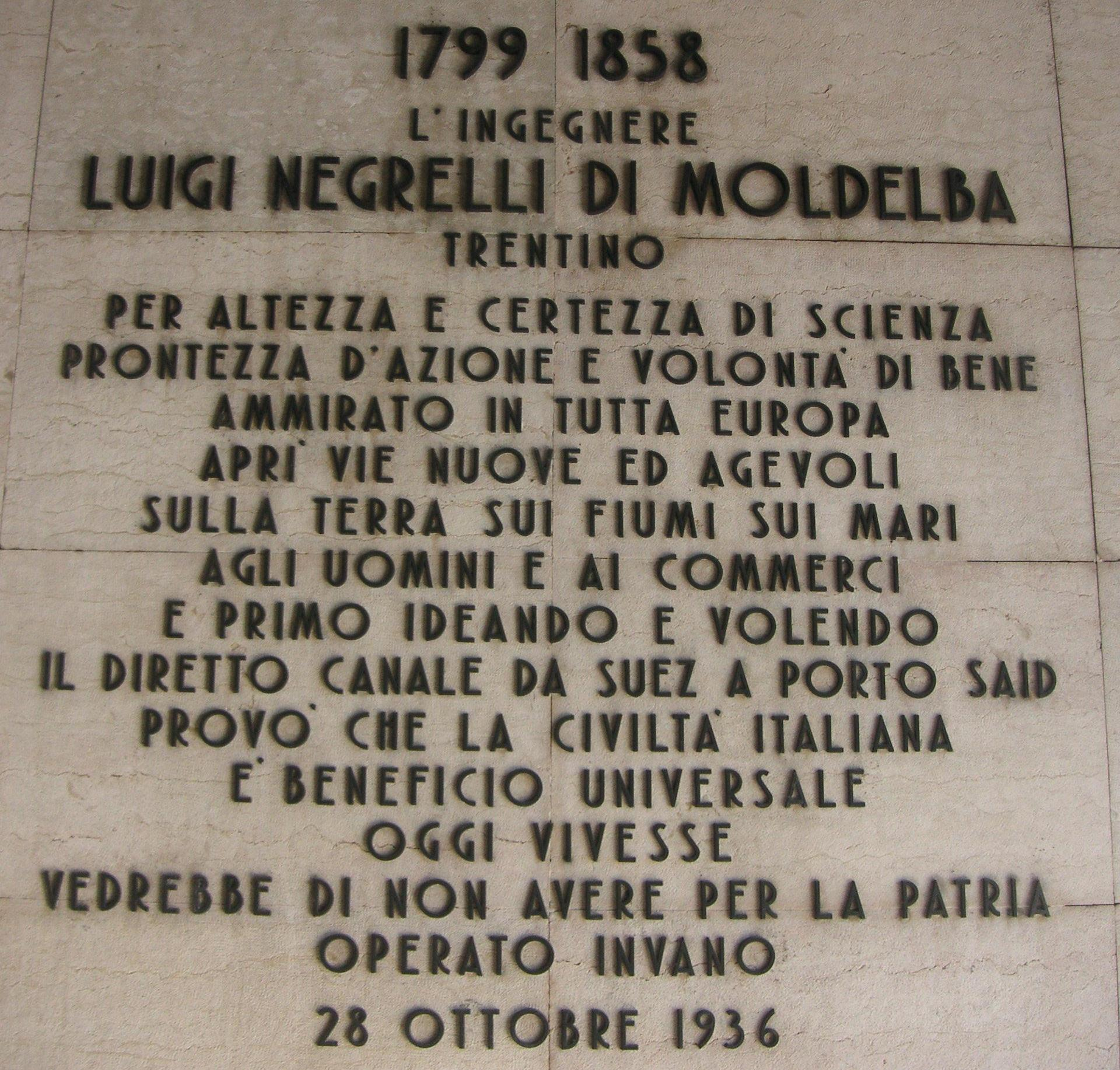
Epigrafe posta esternamente alla stazione di Trento dopo i lavori ultimati nel 1936 su progetto di Angiolo Mazzoni.

Nel 1854, dopo i tentativi inglesi di rallentare i progetti e i lavori sul canale, che potevano minare gli interessi commerciali nazionali, divenne viceré d'Egitto Sa'id Pascià, che cercò di smarcarsi dall'influenza inglese e spinse per allacciare i legami con la civiltà europea.
Egli chiamò l'impresario francese Ferdinand de Lesseps, che si era impossessato dei progetti già sviluppati negli anni precedenti dagli studiosi della Società di ricerca, come unico responsabile di una nuova "Commissione scientifica internazionale" per la stesura definitiva del progetto per il taglio dell'Istmo.
Delle tre elaborazioni presentate da de Lesseps venne scelto il progetto redatto e avanzato da Negrelli già nel 1847, l'unico che aveva proposto la canalizzazione diretta, l'aderenza alla conformazione del terreno e l'assenza delle chiuse ai due imbocchi del canale.
La decisione definitiva provocò la reazione inglese, che preferiva il collegamento ferroviario a quello diretto fra i due mari: l'esercito inglese occupò l'isola di Perim, mentre Robert Stephenson e anche il primo ministro inglese Lord Palmerston attaccarono duramente le scelte tecniche adottate per il progetto, avanzando tesi che Negrelli confutò nelle sue conferenze.
Gravemente malato, Negrelli ottenne finalmente da Said la direzione generale dei lavori, ma morì - dopo pochi giorni di malattia - a Vienna il 1º ottobre 1858; venne inizialmente sepolto nel cimitero di St. Marx, per essere successivamente traslato nel cimitero centrale della capitale austriaca.
In Egitto Ferdinand de Lesseps continuò materialmente i lavori, come dimostra il monumento marmoreo con la sua effigie posta all'ingresso del Canale.
Gli eredi di Luigi Negrelli, rappresentati dalla figlia, Maria Negrelli Grois, cittadina austro-ungarica, intentarono causa alla Compagnia incaricata della costruzione del canale al fine di ottenere il riconoscimento dell'opera del padre, ma lo scoppio della prima guerra mondiale le impedì di perseguire tale strada.
Una delle principali arterie del Cairo fu dedicata alla sua memoria.